# Túlio de Melo
Túlio de Melo (sinh ngày 31 tháng 1 năm 1985) là một cầu thủ bóng đá người Brasil.

## Sự nghiệp câu lạc bộ
Túlio de Melo đã từng chơi cho Avispa Fukuoka.